# Мусина
Му̀сина е село в Северна България. То се намира в община Павликени, област Велико Търново.

## История
Отдалечено е на 24 км северозападно от Търново. През селото са минавали и отсядали за почивка търговските кервани, пътуващи между Свищов за Търново.
Според преданието селото е образувано непосредствено след падането на България под османско владичество. Оцелелите хора от селищата (Шаварна, Бабина и Жалба), опожарени от турците, тъй като смело са защитавали „Калето“ – едно от далечните западни укрепления на Търново, се събират североизточно от извора на река Пещерска и основават село Мусина на името на Мусьо войвода – защитник на „Калето“ и на манастира край село Водица, където е живяла майката на цар Иван Шишман (1371 – 1393 г.) до падането на Търново.
Според друго предание, разказано от Георги Тодоров Късмичев (1854 – 1847 г.), Мусина носи името на майстор Мусьо, строител на историческия римски каптаж.
Каптажът на река р. Пещерска осигурява със студена планинска вода известния римски град Никополис Ад Иструм, построен в чест на победата на римския император Траян над даките (106 г.).
Според проф. Цоньо Димитров (геолог) и Иван Велков (археолог), Мусина възниква още в дълбока древност – по време на първобитнообщинния строй (в Мусинската пещера има открити следи от първобитни хора). Траките са първите жители на селото. Името на Мусина има тракийски произход и е подобно на името Панега.
В 1790 г. е открито първото килийно училище в региона. В него са учителствали Бачо Киро и Димитър Георгиев-Беляковеца. В него са ставали много от сбирките на Поп-Харитоновата чета, а Васил Левски е проповядвал своите идеи в много къщи. Преди Освобождението село Мусина е било чисто българско и е било едно от най-будните в Търновска област.
През 1893 г. в селото се редактира и разпространява местният „Селски вестник“. 
През 1899 г. Цанко Церковски пише в Мусина своето „Възвание към българските земеделци“, с което призовава за създаването на Българския земеделски народен съюз.

## Население
Преброяване на населението през 2011 г.
Численост и дял на етническите групи според преброяването на населението през 2011 г.:
|                     | Численост | Дял (в %) |
| Общо                | 204       | 100,00    |
| Българи             | 171       | 83,82     |
| Турци               | 0         | 0,00      |
| Цигани              | 24        | 11,76     |
| Други               | 0         | 0,00      |
| Не се самоопределят | 0         | 0,0       |
| Неотговорили        | 2         | 0,98      |

## Религии
Историята на Мусина е тясно свързана с „История славянобългарска“. През 1790 г. Гавраил Зографски, таксидиот на Зографския манастир в Атонския полуостров, обикаля селата в Търновско и харесва село Мусина. Установява се в него и открива училище. Работейки тук дълго време, той подготвя много учители, станали по-късно първопроходци на народното образование в съседните села. Обучението не излизало извън от рамките на църковно-религиозните възгледи и книжнина.
Според Гено Костадински, Иван Велев Лисичков, бидейки приемник и продължител на делото на Гавраил Зографски, е първият свещеник в Мусина.
През 1833 г. е ръкоположен за свещеник Недялко Димов, който оставя на наследниците си един препис от „История славянобългарска“. Този препис е изгорен заедно с други църковни книги от Димитър Цонев Попдимитров, правнук на свещеник Недялко Димов.
Историята на мусинската църква „Света Параскева“ е тясно свързана с борбата за независима българска църква. Мусинската църква е започната през 1834 г. без никакъв ферман и затова е спряна. Изграждането ѝ се възобновява през 1835 г. под предлог, че ще се прави къща на свещеника. За да се избегне напълно противодействието на турската власт, църквата е вкопана три метра в земята. През същата година се появява чума и мусинчани се разбягват по горите, в резултат на което строежът на църквата е прекъснат. След епидемията, през 1836 г. тя е окончателно доизработена без никакъв султански ферман. Освещаването ѝ се извършва от търновския гръцки владика през 1838 г. Ктитори за построяване на църквата са Никола Петров, Недялко Димов, Иван Велев Лисичков, Петър Радев Петров-Делирадев, Димо Георгиев, Ради Иванов, Димитър Недков, Пенчо Иванов, Петко Тотев Стамболски, Димо Ганев. Други жители на селото също дават принос за изграждането на църквата.
През 1938 г. е завършена новата църква „Св. Параскева“. В годините след политическите промени от 1989 г. тя е опустошавана многократно, но през 2006 г. се съставя църковно настоятелство и започва ремонт и възстановяване на пораженията. Църквата е окончателно завършена след разработен и изпълнен проект. Тържествено е открита от Павликенския архимандрит Георгий на Великден – 19 април 2009 г.

## Обществени институции
- Пенсионерски клуб „Поп Харитон“, открит на 2 февруари 2009 г.

## Образование

### Училище „Кирил и Методий“
Гавраил Зографски от Зографския манастир открива първото училище в селото през 1790 година. Зографски учителства до 1800 г. На учителския пост след него застава Колю Тодоров Карачоджуков, наричан още Граматика Колю. През 1836 година се построява килия към църквата и училището се премества там. Димитър Ников от Търново за първи път разделя учениците на класове през 1874 г. През 1910 г. се създава прогимназия.

### Народно читалище „Нов живот“
Народното читалище „Нов живот“ е основано през 1870 г. от учителя Димитър Георгиев – Беляковеца, подпомогнат от Христо хаджи поп Иринчев, Аврам Петков Стамболски, Петко Генов, Цоньо Попдимитров, Димитър Попнедялков. Един от неговите вдъхновители и първи дейци е Матей Преображенски – Миткалото, който му дава и името „Нов живот“. Учителят Гено Недялков през 1892 г. закупува от Виена една печатница „Попелбон“. В селото за няколко години се печата вестник „Селски вестник“ и изданието „Евтина библиотека“. Театралният състав на читалището изнася пиесите „Многострадална Геновева“, „Русалка“, „Разбойници“ от Шилер.

### „Селски вестник“
Свободолюбивите мусинчани, ръководени от Гено Недялков Костадински, купуват от Виена една печатница, носеща марка „Попелбон“ и през август 1893 г. започват издаването на „Селски вестник“, който с известни прекъсвания излиза до 1906 г. Гено Недялков изтъква в програмната статия на вестника, че „Селски вестник“ ще брани селския хал. Гено Недялков превръща „Селски вестник“ в трибуна за борба против Стамболовата диктатура. Фактът, че търновският околийски управител забранява на пощата да пренасят „Селски вестник“, показва, че стамболовистката власт мрази и се страхува от авторитета на вестника сред селячеството.
- Селско младежко дружество „Чукарска китка“

## Културни и природни забележителности
От село Мусина започва Предбалканът. Релефът е интересен и разнообразен, с много карстови образувания, като например Мусинската пещера и изворът до нея. На 50 м от главния път Велико Търново – Павликени се намира геокомплекс „Пропастите“, представляващ две карстови пропасти, свързани помежду си с тунел с дълбочина 24 м. По метални стълби може да се слезе до дъното, а до тях има изградена беседка за отмора, откриваща красива гледка на околността. Пещерата и пропастите са свързани подземно с Еменската пещера, която е част от Еменския каньон.
Двата големи празника в селото са на 11 май и 14 октомври. 
Първият е 11 май – излизането на четата на поп Харитон от с. Мусина за към Дряновския манастир и по традиция се отбелязва с панихида, факелно шествие до паметника на загиналите в Априлското въстание и заря.
Вторият празник е местният събор, който се отбелязва на Петковден, празника на църквата „Св. Параскева“.

### Мусински карстов извор (Пещерата)
Разположен е до шосето Велико Търново – Павликени и попада в регулацията на с. Мусина. Изворът е един от най-големите в тази част на страната. В близост има римски каптаж за Никополис ад Иструм, пъстървово рибно стопанство, неголяма водна пещера.
На главния път В. Търново – Павликени през 1921 г. е построен исторически паметник в памет на всички мусинчани, загинали във войните.
През лятото на 2015 г. по проект „Местни инициативи“ е изградена зона за отдих пред Мусинската пещера – беседка и пейки за почивка

### Комитските дупки
Комитските дупки са скални образувания на юг от селото. Там след разгрома на Поп-Харитоновата чета се укриват 4 четници – Величко Помачето, Иван Д. Върбанчев и Ангел и Георги Д. Рачевски. Те се укриват в скалите на „Бърдото“, където две седмици са хранени от близките си. Случайно са открити от турски ловджии. Когато турците запалват огън над дупките, въстаникът Величко Помачето се намирал близо, но не бил заловен. Той успява да се скрие в хралупата на една стара липа. Другите трима въстаници, не можейки да понасят падащата върху тях жар, най-после излизат из дупките, но турците ги завличат при каптажа на чешмичката „Пчелинето“, където ги насичат на парчета и окачат на околните дървета. Писъците на тримата въстаници се чуват чак в Мусина, но никой не смее да им окаже помощ.

### Вековна гора от габър
Също така в тази местност се намира и вековна гора от габър..

## Родове
- Костадински, Рачевски
- Съби Монов – родоначалник на Моновците
- Иван Стойнов има трима сина: Тотьо – родоначалник на рода Стамболците и Атанастотювците. Пенчо – родоначалник на рода Стойновците.

## Стопанство
На 17 юли 1947 г. под ръководството на Антон Спиридонов Дечев в селото се основава ТКЗС „Победа“.
През 1944 – 1945 г. се довършва окончателно електрифицирането на селото.
През 1947 г. по инициатива на женското дружество „Съгласие“ започва събиране на суми за построяване на фурна. През 1948 г. кредитната кооперация „Разум“, получавайки събраните средства от женското дружество, построява мечтаната от 1909 г. фурна.
През 1949 г. селото се радиофицира. Във всяко домакинство се поставя радиоточка.
Победа на мусинчани на културния фронт е и откритото в 1950 г. кино.
През 1960 г. е обзаведен и открит зъболекарски кабинет. 

## Личности
Родени
- Проф. Любен Димитров (1904 – 2000 г.) – скулптор и художник

Починали
Други
- Цанко Церковски (1869 – 1926 г.) – писател и политик, през 1894 – 1896 г. е учител в селото

- свещеник Данаил Петков Мусински (1907 – 1987 г.) – коренът му по бащина линия е от Мусина. Неговият дядо е революционерът даскал Петко Генев, участник в Априлското въстание, загинал в боевете край Дряновския манастир. Той е автор на ценни спомени, които са публикувани.
- проф. Цоньо Димитров Попов – родом от Мусина. Доайен на българската геология, който е роднина на отец Матей Преображенски-Миткалото (съратник на Васил Левски), а леля му е била жена на Бачо Киро.
- Кръстина Недялкова Генова Костадинска (1858 – 1936 г.) – жената, ушила знамето за четата на поп Харитон.
- Рада Костадинова Галунска (1841 – 1926 г.) – родена в Мусина. Жената, възпяла самоотвержената борба на Петър Радев Делирадев с турските поробители в народната песен за убийството на Петър Делирадев.
- Аврам Петков Тотев Стамболски (1835 – 1876) – избавител на Мусина от черкезките грабежи, застава начело на хайдушката организация.
- Йордан Петков Стамболски (1850 – 1876 г.) – четник от Поп-Харитоновата чета. Загива в Дряновския манастир. Оставя едно дете – Велика.
- Христо хаджи поп Иринчев (1846 – 1876 г.) – брат на Бачо Киро, приведен зет на хаджи поп Иринчо Петров, учител, десятник в Поп-Харитоновата чета, загива в Дряновския манастир. Оставя три деца – Иринчо, Трифон и Цона.
- Петко Генов (1856 – 1876 г.) – зет на хаджи поп Иринчо Петров, учител, касиер на Мусинския революционен комитет. Загива в Дряновския манастир. Оставя едно дете – Петко.
- Петко Ганев Димчев (1856 – 1876 г.) – родом от Мусина, четник в Поп-Харитоновата чета. Загива в Дряновския манастир. Оставя едно дете – Параскева.

- Хаджи поп Иринчо Петров – един от стълбовете на хайдушката организация, а по-късно и на революционния комитет в Мусина.
- Кольо Генов Мусински – Каракольо (1846 – 1921  г.) – роден в Търново, но идва с майка си в Мусина, която е омъжена втори път за Гено Хайтата, чирак на хаджи поп Иринчо Петров. Куриер на Мусинския революционен комитет и десятник от Поп-Харитоновата чета. Оставя две деца – Йордана и Боца. Завръща се жив и здрав от Дряновския манастир и емигрира в Румъния. Включва се в опълченските дружини и взема активно участие в епичните боеве на Шипка през август 1877 г.
- Ангел Димов Рачевски (1836 – 1876 г.) – родом от Мусина, четник в Поп-Харитоновата чета. Завръща се жив, но бива открит и изгорен от Балванските турци в скалите на „Бърдото“ – „Комитските дупки“.
- Гено Димов Рачевски (1841 – 1876 г.) – четник в Поп-Харитоновата чета, загива в Дряновския манастир. Оставя четири деца – Доца, Тота, Иванка и Иринчо.
- Георги Димов Рачевски (1854 – 1876  г.) – четник в Поп-Харитоновата чета, завръща се жив, но бива открит и изгорен от Балванските турци в скалите на „Дърдото“ – „Комитските дупки“. Оставя три деца – Ангел, Добри и Денка.
- Трифон Георгиев Куцилев (1852 – 1876 г.) – четник в Поп-Харитоновата чета, загива в Дряновския манастир. Оставя едно дете – Илия.
- Димо Георгиев Куцилев (1855 – 1876 г.) – четник в Поп-Харитоновата чета, загива в Дряновския манастир. Оставя едно дете – Георги.
- Рачо Панайотов Рачевски (1855 – 1876 г.) – четник в Поп-Харитоновата чета, загива в Дряновския манастир. Оставя едно дете – Мария.
- Иван Панайотов Рачевски (1853 – 1876 г.) – четник в Поп-Харитоновата чета, загива в Дряновския манастир.
- Иван Добрев Върбанчев (1851 – 1876 г.) – четник в Поп-Харитоновата чета, завръща се жив, но бива открит и изгорен от Балванските турци в скалите на „Бърдото“ – „Комитските дупки“. Оставя две деца – Добри и Цона.
- Стоян Димитров Рачков (1841 – 1876 г.) – четник в Поп-Харитоновата чета, загива в Дряновския манастир. Оставя три деца – Илия, Дона и Рада.
- Стойко Колев Окушев (1851 – 1876 г.) – четник в Поп-Харитоновата чета, загива в Дряновския манастир. Под булото на джамбазлък също извършва куриерска дейност в района на въстаническия окръг. Оставя две деца – Тота и Елена.
- Петър Радев Петров (1854 – 1876 г.) – внук на убития от турците през 1848 г. Петър Радев Делирадев. Четник в Поп-Харитоновата чета, загива в Дряновския манастир. Оставя едно дете – Симеон.
- Илия Василев Пенов (1850 – 1876 г.) – четник в Поп-Харитоновата чета, загива в Дряновския манастир. Оставя две деца – Васил и Илия.
- Дончо Колев Дончев (1855 – 1876 г.) – четник в Поп-Харитоновата чета, загива в района на Габровските колиби. Оставя едно дете – Дона.
- Йорго Хаджинедялков (1854 – 1876 г.) – четник в Поп-Харитоновата чета, загива в Дряновския манастир. Оставя едно дете – Добра.
- Никола Д. Бояджиев (1852 – 1876 г.) – четник в Поп-Харитоновата чета, загива в Дряновския манастир.
- Величко Денев - Помачето (1849 – 1909 г.) – четник в Поп-Харитоновата чета, завръща се жив и е запазен от еменския бей хаджи Бекир ефенди и неговия син Исеим ефенди. Оставя едно дете – Цанко.
- Йордан Герчев Кочев (1848 – 1876 г.) – четник в Поп-Харитоновата чета, завръща се жив и е запазен от еменския бей хаджи Бекир ефенди и неговия син Исеим ефенди.
- Кольо Иванов Куков (1845 – 1876 г.) – четник в Поп-Харитоновата чета, загива в Дряновския манастир. Оставя едно дете – Йордан.
- Ганчо Димов Мурджев (1855 – 1876 г.) – четник в Поп-Харитоновата чета, загива в Дряновския манастир. Оставя едно дете – Димо.
- Дечо Димов Мурджев (1855 – 1876 г.) – четник в Поп-Харитоновата чета, загива в Дряновския манастир.
- Йордан Аврамов Аврамовски – четник в Поп-Харитоновата чета, завръща се жив, запазен от еменския бей хаджи Бекир ефенди и неговия син Исеим. Самоубива се, без да иска, след Освобождението. Оставя едно дете – Цоньо.
- Цвятко Тодоров Караджуков (1850 – 1876 г.) – четник в Поп-Харитоновата чета, загива в Дряновския манастир. Оставя две деца – Тодор и Дона.
- Костадин Генов Недялков (1854 – 1876 г.) – син на селския първенец дядо Гено Костадински и брат на Недялко Генов Костадински. Четник в Поп-Харитоновата чета, загива в Дряновския манастир. Оставя три деца – Йордан, Недялко и Гено.
- Димитър Кичушки – активно участва в боевете на Шипка.
- Минко Ганев Галунев – взема активно участие в боевете на Шипка.